# Geir Einang
Geir Einang (* 8. März 1965 in Øvre Årdal) ist ein früherer norwegischer Biathlet.
Geir Einang war für Vestre Slidre Idrettslag aktiv. Er gehörte  in der zweiten Hälfte der 1980er und zu Beginn der 1990er Jahre zur norwegischen Biathlonspitze und zur erweiterten Weltspitze des Sports. Erstes Großereignis wurden die Biathlon-Weltmeisterschaften 1986 am Holmenkollen in Oslo, wo er 26. des Sprints und mit Gisle Fenne, Eirik Kvalfoss und Øivind Nerhagen Staffel-Fünfter wurde. Es folgten die Olympischen Winterspiele 1988 in Calgary, bei denen der Norweger Elfter im Sprint und mit Frode Løberg, Fenne und Kvalfoss Sechster im Staffelrennen wurde. 1989 gewann Einang bei der Weltmeisterschaft in Feistritz an der Drau mit Sylfest Glimsdal, Fenne und Kvalfoss im Staffelrennen mit Bronze seine erste internationale Medaille. Zudem wurde er 27. im Sprintrennen und 44. des Einzels. Die durch Wetterkapriolen behinderten Biathlon-Weltmeisterschaften 1990 brachten zunächst einen 38. Platz im Einzel am ursprünglichen WM-Ort Minsk. Beim Mannschaftsrennen kam er in Oslo mit Løberg, Sverre Istad und Fenne auf den sechsten Platz. Das Staffelrennen konnte erst in Kontiolahti ausgetragen werden, wo er mit Fenne, Løberg und Kvalfoss die Bronzemedaille gegen die DDR nur um weniger als vier Sekunden verpasste und Vierter wurde. Seine letzten Weltmeisterschaften lief Einang 1991 in Lahti, wo er mit Kvalfoss, Jon Åge Tyldum und Fenne erneut Staffel-Bronze gewann. Im Sprint wurde er Fünfter, im Einzel Sechster. Letztes Großereignis wurden die Olympischen Winterspiele 1992 von Albertville, wo Einang in allen drei Rennen zum Einsatz kam. Mit Rang 66 im Sprint und Platz 36 im Einzel konnte er die Ergebnisse der WM des Vorjahres nicht bestätigen und wurde mit Løberg, Fenne und Kvalfoss als Startläufer der Staffel Fünfter. Im Biathlon-Weltcup konnte er regelmäßig die Punkteränge erreichen, immer wieder kam er auch unter die besten Zehn. Bei einem Sprint erreichte er als Drittplatzierter 1988 eine Podiumsplatzierung.
National gewann Einang zwischen 1986 und 1992 14 Medaillen. Zweimal konnte er norwegische Meistertitel gewinnen. Bei den Meisterschaften 1988 in Tingvoll und Dombås gewann er den Titel im Sprintrennen, 1992 mit Ola Staxrud, Ivar Ulekleiv und Sylfest Glimsdal als Vertretung der Region Oppland in Skrautvål im Staffelrennen.

## Weltcup-Platzierungen
Die Tabelle zeigt alle Platzierungen (je nach Austragungsjahr einschließlich Olympische Spiele und Weltmeisterschaften).
- 1.–3. Platz: Anzahl der Podiumsplatzierungen
- Top 10: Anzahl der Platzierungen unter den ersten zehn (einschließlich Podium)
- Punkteränge: Anzahl der Platzierungen innerhalb der Punkteränge (einschließlich Podium und Top 10)
- Starts: Anzahl gelaufener Rennen in der jeweiligen Disziplin
- Staffel: inklusive Mixed-Staffel

| Platzierung                               | Einzel | Sprint | Verfolgung | Massenstart | Team | Staffel | Gesamt |
| ----------------------------------------- | ------ | ------ | ---------- | ----------- | ---- | ------- | ------ |
| 1. Platz                                  |        |        |            |             |      |         |        |
| 2. Platz                                  |        |        |            |             |      |         |        |
| 3. Platz                                  |        | 1      |            |             |      | 2       | 3      |
| Top 10                                    | 2      | 5      |            |             | 1    | 6       | 14     |
| Punkteränge                               | 6      | 11     |            |             | 1    | 6       | 24     |
| Starts                                    | 12     | 21     |            |             | 1    | 6       | 40     |
| Stand: Karriereende, Daten nicht komplett |        |        |            |             |      |         |        |